# Štitonosna striga
Štitonosna striga (Scutigera coleoptrata) iz razreda strige (Chilopoda), žuto-sive boje, kratkog tijela (do 3 cm) i 15 pari dugačkih nogu koje joj omogućavaju vrlo brzo kretanje po zidovima i stropovima. Jedna je od više vrsta striga poznatih kao kućna stonoga.

## Građa tijela
Pri mirovanju nije lako odrediti gdje im je glava jer im je zadnji par nogu najdulji i nalikuje na ticala. S leđne strane ima 8 zaštitnih pločica po kojima je nazvana.

## Stanište i ponašanje
Živi u vlažnim prostorima. U kućama to su najčešće podrumi i kupaonice, u dvorištima hrpe drva ili kamenja, zidovi s puno pukotina. Aktivna je noću, danju se uglavnom skriva. Hrani se kukcima (žoharima, mravima), paucima, grinjama i ustvari je insektivor zbog čega je koristan stanovnik doma.

## Razmnožavanje
Polaže jajašca u proljeće. Ličinke izgledaju kao minijaturni odrasli oblici s četiri para nogu. Prilikom prvog presvlačenja dobiju jedan par nogu, a svakim novim presvlačenjem dobivaju po dva para. Počinju se razmnožavati s tri godine. Mužjak polaže sjeme na tlo, a ženka ga koristi da oplodi jaja. Žive od tri do sedam godina, ovisno o okolišu.

## Odnos s ljudima
Smatraju se bezopasnima za ljude i kućne ljubimce, a ugrizom ne mogu probiti ljudsku kožu.